# NGC 2434
NGC 2434 (również PGC 21325) – galaktyka eliptyczna (E), znajdująca się w gwiazdozbiorze Ryby Latającej. Odkrył ją 23 grudnia roku 1834 John Herschel.